# Julius Ebert
Julius Sophus Emil Ebert  (2. december 1898 i København – 2. marts 1993 i København) var en dansk atlet som var medlem af AIK 95 i København. Han deltog i OL 1920 på 10.000 meter og terrænløbet. Han vandt tre danske mesterskaber.

## Danske mesterskaber
- Bronze 1927  1500 meter 4,12,0
- Sølv 1926  5000 meter  15,39,0
- Bronze 1926  1500 meter 4,11,2
- Bronze 1925  1500 meter 4,12,8
- Guld 1923  8km cross  33,09
- Sølv 1923  5000 meter 15,37,2
- Guld 1922  1500 meter 4,07,0
- Guld 1922  8km cross  31,54
- Sølv 1920  10.000 meter  33,23,0
- Bronze 1920  5000 meter  15,41,5

## Personlig rekord
- 10000 meter: 33.23.0 (1920)